# ROCK AND SYMPATHY
『ROCK AND SYMPATHY -tribute to the pillows-』（ロック アンド シンパシー -トリビュート トゥ ザ・ピロウズ -）はロックバンド、the pillowsのトリビュート・アルバムである。
the pillowsの結成25周年記念として、10年ぶり2作目のトリビュートアルバム。

## 収録曲
1. White Ash / WHITE ASH
アルバム『RUNNERS HIGH』収録
バンド名の由来ともなった楽曲。
2. この世の果てまで / グッドモーニングアメリカ
アルバム『Smile』収録
3. インスタント ミュージック / 9mm Parabellum Bullet
14thシングル・アルバム『RUNNERS HIGH』収録
4. Funny Bunny / Base Ball Bear
アルバム『HAPPY BIVOUAC』収録
5. スケアクロウ / WEAVER
25thシングル・アルバム『Wake up! Wake up! Wake up!』収録
6. エネルギヤ / Scars Borough
34thシングル・アルバム『TRIAL』収録
7. ノンフィクション / 東京カランコロン
22ndシングル・アルバム『MY FOOT』収録
8. 開かない扉の前で / カミナリグモ
3rdシングルC/W・アルバム『KOOL SPICE』収録
9. Fool on the planet / UNISON SQUARE GARDEN
ベストアルバム『Fool on the planet』収録
10. カーニバル / シュリスペイロフ
15thシングル・アルバム『HAPPY BIVOUAC』収録
11. Blues Drive Monster / a flood of circle
アルバム『LITTLE BUSTERS』収録
12. ハイブリッド レインボウ / ふくろうず
11thシングル・アルバム『LITTLE BUSTERS』収録
13. ストレンジ カメレオン / 髭
6thシングル・アルバム『Please Mr.Lostman』収録
14. No Substance / THE BOHEMIANS
オムニバスアルバム『LIFE IS DELICIOUS』収録